# Elephantomyia (Elephantomyia) luculenta
Elephantomyia (Elephantomyia) luculenta is een tweevleugelige uit de familie steltmuggen (Limoniidae). De soort komt voor in het Oriëntaals gebied.